# Ejnar Joest
Ejnar Joest (født 10. maj 1892 i Aarhus, død 9. januar 1971) var en dansk officer.
Joest var søn af trafikinspektør ved Statsbanerne Anders J. Joest (død 1937) og hustru Anna født Holm (død 1947), blev student fra Viborg Katedralskole 1911 og tog filosofikum 1912. Han blev optaget på Hærens Officersskole, blev premierløjtnant 1918, fuldmægtig i Krigsministeriet 1927 og forfremmet til kaptajn 1932. Han var leder af Den frivillige Luftmeldetjeneste fra 1939 til 1949 og stats- og privatbanernes luftværnsinspektør 1944-45. Joest blev derpå forfremmet til oberstløjtnant 1944 og til oberst 1946. Samme år blev Joest chef for 5. regiment og garnisons- og kasernekommandant i Vordingborg. I 1950 blev han chef for Trainafdelingen, 1951 generalinspektør for Forsyningstropperne og 1953 generalmajor.
I 1957 tog han sin afsked og blev derefter ansat som Statsbanernes tilsynsførende med jernbanebeskyttelsen, hvilket han var til 1966. Han var på tjenesterejser til Finland, Sverige, Storbritannien og USA.
Han var Kommandør af 1. grad af Dannebrogordenen, Dannebrogsmand, bar Hæderstegnet for god tjeneste ved Hæren og en udenlandsk orden.
Joest blev gift 15. februar 1917 med Maru Brynholdt (født 23. december 1889 på Frederiksberg), datter af grosserer Niels P. Brynholdt (død 1944) og hustru Mathilde født Hansen (død 1935).